# Guerra dels Vuit Prínceps
La Guerra dels Vuit Prínceps o Revolta dels Vuit Reis o Revolta dels Vuit Prínceps (xinès tradicional: 八王之亂, xinès simplificat: 八王之乱, pinyin: bā wáng zhī luàn; romanització Wade-Giles: pa wang chih luan) va ser una guerra civil pel poder entre els prínceps i els ducs (wang x. 王) de la Dinastia Jin xinesa del 291 EC fins al 306 EC. Es va lluitar sobretot al nord de la Xina i va devastar el país, més tard desencadenant el saqueig Wu Hu. El terme es deriva de les biografies dels vuit prínceps recollides en el capítol 59 de la "Història de la Dinastia Jin" (Jinshu).
Després de la mort de l'Emperador Wu en el 290, una complexa lluita pel poder va començar entre els membres del clan Sima. El nou emperador, l'Emperador Hui, era discapacitat de desenvolupament, i és així que les distintes faccions van lluitar pel control de la cort imperial. En un principi, la madastra de l'emperador, l'Emperadriu Vídua Yang, va exercir la majoria del poder en la cort, i va atorgar poders a la seva família, el clan consort dels Yang, amb el seu pare, Yang Jun, sostenint el càrrec més rellevant.
L'esposa de l'emperador, l'Emperadriu Jia Nanfeng va aconseguir l'ajuda de Sima Wei i Sima Yao, les tropes dels quals llavors va matar a Yang Jun i a la seva facció en el palau 291; l'emperadriu vídua va ser derrocada i va morir empresonada.
El poder llavors va passar-hi a Sima Liang, el besoncle de l'emperador. Això no obstant, l'Emperadriu Jia va conspirar amb Sima Wei i va convèncer el príncep de matar a Sima Liang. Llavors ella va anunciar que Sima Wei estava actuant sense cap ordre imperial i el van fer executar. L'Emperadriu Jia i el seu clan van romandre en el poder fins al 300, quan va deposar i assassinar l'hereu al tron, Sima Yu, el fill d'una de les concubines del seu marit (la Consort Xie Jiu).
Sima Lun, que comandava la guàrdia imperial, va aprofitar aquesta oportunitat per eliminar-hi a l'Emperadriu Jia i a la seva facció. Sima Lun es va situar a si mateix en el poder i va tractar de centralitzar el control sobre els prínceps poderosos; això va donar lloc a la revolta de Sima Yao, que va marxar amb les seves tropes sobre la capital en contra de Sima Lun; Sima Yao va ser mort per les tropes de Sima Lun en la subsegüent batalla a Luoyang. Sima Lun llavors va empresonar a l'Emperador Hui i es va decretar a si mateix com el nou emperador.
En resposta, Sima Jiong va dirigir una coalició de forces, incloent a Sima Ying i a Sima Yong, contra Sima Lun. Ell van derrotar les forces de Sima Lun, i el van matar, per tornar a establir a l'Emperador Hui com l'emperador, amb Sima Jiong exercint com la major influència en la cort imperial. Quan Sima Jiong va tractar de centralitzar el poder en les seves mans, els prínceps es van revoltar contra ell, i va ser derrotat i mort per Sima Ai, el Príncep de Changsha.
De la mateixa manera, Sima Ai va estar en el poder durant breu temps, ja que més tard seria derrotat i mort per Sima Yue. Les tropes de Sima Yue per aleshores havien incorporat en gran manera tropes wuhuan i xianbei com a cavalleria.
El poder va passar llavors a Sima Ying, que va ser derrotat i va fugir Luoyang amb l'emperador. Finalment seria capturat per Sima Yong, que al seu torn va ser derrotat per les tropes de Sima Yue. L'Emperador Hui va ser enverinat en el 307, i el seu germà, l'Emperador Huai, va ascendir al tron. Sima Ying i Sima Yong van ser finalment capturats i morts; Sima Yong va morir el 7 de febrer del 307, fet que va marcar la fi oficial de la lluita.
El guanyador resultant va ser l'últim príncep supervivent major, Sima Yue. La lluita despoblar el nord de la Xina i va debilitar molt la fortalesa de la dinastia Jin.
Els vuit prínceps hi eren:
- Sima Liang (x. 司馬亮), fill de Sima Yi (x. 司馬懿), amb el títol de Príncep de Runan (x. 汝南王)
- Sima Wei (x. 司馬瑋), fill de l'Emperador Wu, amb el títol de Príncep de Chu (x. 楚王)
- Sima Lun (x. 司馬倫), fill de Sima Yi, amb el títol de Príncep de Zhao (x. 趙王)
- Sima Jiong (x. 司馬冏), nebot de l'Emperador Wu, amb el títol de Príncep de Qi (x. 齊王)
- Sima Ying (x. 司馬穎), fill de l'Emperador Wu, amb el títol de Príncep de Chengdu (x. 成都王)
- Sima Ai (x. 司馬乂), fill de l'Emperador Wu, amb el títol de Príncep de Changsha (x. 長沙王)
- Sima Yong (x. 司馬顒), cosí llunyà de l'Emperador Wu, amb el títol de Príncep de Hejian. (x. 河間王)
- Sima Yue (x. 司馬越), cosí llunyà de l'Emperador Wu, amb el títol de Príncep de Donghai (x. 東海王)

### Dibuix
- Arbre genealògic de la família Sima de la dinastia Jin Occidental (anglès)